# Senegal nos Jogos Olímpicos de Verão de 1988
O Senegal participou dos Jogos Olímpicos de Verão de 1988 em Seul, na Coreia do Sul. Conquistou uma medalha, de prata, com Amadou Dia Ba. Foi a sétima participação do país em Jogos Olímpicos de Verão.